# Rusty-Jake Rodriguez
Rusty-Jake Rodriguez (Wenen, 24 december 2000) is een Oostenrijkse dartsspeler die uitkomt voor de PDC.

## Carrière
In 2017 won Rusty-Jake Rodriguez een Development Tour toernooi. Datzelfde jaar maakte Rodriguez zijn debuut op een Eurotour toernooi: de Austrian Darts Open. Hierin versloeg hij in de eerste ronde Ritchie Edhouse, maar verloor hij in de tweede ronde van Kim Huybrechts. In 2017 won Rodriguez ook als allereerste speler het JDC World Championship, door in de finale met 5-4 te winnen van Owen Roelofs.
In 2021 won Rodriguez maar liefst vijf Development Tour-toernooien. Hierdoor eindigde hij eerste op de EU Development Tour Order of Merit, waardoor hij een tourcard haalde voor 2022/2023 en mee mocht doen aan de Grand Slam of Darts 2021.
Rodriguez maakte zijn debuut op het PDC World Darts Championship tijdens de editie van 2022. In de eerste ronde wist hij de Nieuw-Zeelander Ben Robb met 3-1 in sets te verslaan. In de tweede ronde mocht hij vervolgens aantreden tegen Chris Dobey. Rodriguez wist aanvankelijk een voorsprong van 2-0 op te bouwen, maar zag de wedstrijd uiteindelijk toch nog met 2-3 verloren gaan.
Rodriguez wist op de laatste finaledag van de Q-School een Tour Card te behalen via de EU Q-School Order of Merit. Hierdoor verzekerde hij zich voor twee jaar toegang tot het professionele circuit.
Samen met Mensur Suljović kwam Rodriguez op de World Cup of Darts 2025 uit voor Oostenrijk. Het koppel won in de groepsfase van het duo uit Spanje, maar het tweetal uit Australië was te sterk. De knock-outfase werd niet bereikt.

## Resultaten op wereldkampioenschappen

### PDC
- 2022: Laatste 64 (verloren van Chris Dobey met 2-3)
- 2024: Laatste 96 (verloren van Cameron Menzies met 0-3)

### PDC World Youth Championship
- 2017: Laatste 32 (verloren van Corey Cadby met 3-6)
- 2018: Laatste 32 (verloren van Mike van Duivenbode met 4-6)
- 2019: Laatste 32 (verloren van Ryan Meikle met 1-6)
- 2020: Laatste 32 (verloren van Jarred Cole met 5-6)
- 2021: Kwartfinale (verloren van Kevin Doets met 1-5)
- 2022: Groepsfase (gewonnen van Kaden Anderson met 5-4, verloren van Justin van Tergouw met 4-5)
- 2023: Groepsfase (gewonnen van Connor Watt met 5-0, verloren van Jacob Gwynne met 4-5)
- 2024: Groepsfase (verloren van Bradley Brooks met 0-5, verloren van Kevin Lankhuizen met 4-5, verloren van Myles Avory met 3-5)